# Sorcy-Saint-Martin
Sorcy-Saint-Martin là một commune thuộc tỉnh Meuse trong vùng Grand Est đông nam nước Pháp.